# 赫伯特·伦格
赫伯特·伦格（德語：Herbert Runge，1913年1月23日—1986年3月11日），德国男子拳击运动员。他曾代表德国参加1936年夏季奥林匹克运动会拳击比赛，获得男子重量级金牌。二战后，他成为职业选手。